# Strictly the Blues
Strictly the Blues ist ein Kompilationsalbum des britischen Rockmusikers Eric Clapton. Das Album wurde am 2. September 1996 unter den Labels Pulse Records und Castle Music erstmals veröffentlicht. 1999 wurde das Album unter dem Titel The Blues Years wiederveröffentlicht.
Das Album beinhaltet 20 Titel aus Claptons Zeit mit den Yardbirds, Bluesbreakers und den Immediate All-Stars, bei denen neben Clapton auch Jimmy Page, Bill Wyman, Mick Jagger und Ian Stewart mitwirkten.

## Titelliste
| Nr.          | Titel                          | Autor(en)                | Künstler                      | Länge |
| ------------ | ------------------------------ | ------------------------ | ----------------------------- | ----- |
| 1.           | Got to Hurry                   | Giorgio Gomelsky         | The Yardbirds                 | 2:40  |
| 2.           | I Ain’t Got You                | Clarence Carter          | The Yardbirds                 | 2:04  |
| 3.           | Good Morning Little Schoolgirl | Sonny Boy Williamson I.  | The Yardbirds                 | 2:49  |
| 4.           | Let It Rock                    | Chuck Berry              | The Yardbirds                 | 2:21  |
| 5.           | A Certain Girl                 | Naomi Neville            | The Yardbirds                 | 2:21  |
| 6.           | Take It Easy Baby              | Sonny Boy Williamson I.  | The Yardbirds                 | 4:16  |
| 7.           | Too Much Monkey Business       | Chuck Berry              | Eric Clapton                  | 3:03  |
| 8.           | Draggin’ My Tail               | Eric Clapton, Jimmy Page | Eric Clapton                  | 3:12  |
| 9.           | Tribute to Elmore              | Eric Clapton, Jimmy Page | Eric Clapton                  | 2:12  |
| 10.          | Snake Drive                    | Eric Clapton, Jimmy Page | Eric Clapton                  | 2:32  |
| 11.          | West Coast Idea                | Eric Clapton, Jimmy Page | Eric Clapton                  | 2:24  |
| 12.          | Choker                         | Eric Clapton, Jimmy Page | Eric Clapton                  | 1:29  |
| 13.          | Freight Loader                 | Eric Clapton, Jimmy Page | Eric Clapton                  | 2:52  |
| 14.          | Down in the Boots              | Jimmy Page               | Eric Clapton feat. Jimmy Page | 3:26  |
| 15.          | L.A. Breakdown                 | Jimmy Page               | Eric Clapton feat. Jimmy Page | 2:06  |
| 16.          | Steelin’                       | Jimmy Page               | Eric Clapton feat. Jeff Beck  | 2:39  |
| 17.          | Chuckles                       | Jimmy Page               | Eric Clapton feat. Jeff Beck  | 2:23  |
| 18.          | I’m Your Witchdoctor           | John Mayall              | Bluesbreakers                 | 2:12  |
| 19.          | Telephone Blues                | John Mayall              | Bluesbreakers                 | 3:57  |
| 20.          | On Top of the World            | John Mayall              | Bluesbreakers                 | 2:48  |
| Gesamtlänge: | Gesamtlänge:                   | Gesamtlänge:             | Gesamtlänge:                  | 53:46 |

## Rezeption
Kritiker Stephen Thomas Erlewine der Musikwebsite Allmusic bezeichnet die Zusammenstellung der Titel als „kohärent“ und vermerkt, dass alle Lieder mit „Kommentaren“ und „gutem Sound“ veröffentlicht wurden. Ideal sei das Album für „Hard-Core Clapton-Fans“, die alles, was er gemacht hat hören müssen. Abschließend vergab Erlewine 2.5 der 5 möglichen Bewertungseinheiten für die Kompilation. Musikjournalistin Anke Rüdiger von der Süddeutschen Zeitung schrieb in ihrer Zusammenfassung, dass die Kompilation einen „gutspielenden Blues-Meister […]“ zeige, der sich „[…] zurecht mit Weltstars die Bühne“ teile.

## Auszeichnungen für Musikverkäufe
| Land/Region                  | Auszeichnungen für Musikverkäufe (Land/Region, Auszeichnung, Verkäufe) | Verkäufe |
| ---------------------------- | ---------------------------------------------------------------------- | -------- |
| Vereinigtes Königreich (BPI) | Silber · + Silber (Re-Release)                                         | 120.000  |
| Insgesamt                    | 2× Silber ·                                                            | 120.000  |

Hauptartikel: Eric Clapton/Auszeichnungen für Musikverkäufe